# Saint-Maixent-de-Beugné
Saint-Maixent-de-Beugné ist eine französische Gemeinde mit 418 Einwohnern (Stand: 1. Januar 2022) im Département Deux-Sèvres in der Region Nouvelle-Aquitaine (vor 2016: Poitou-Charentes). Sie liegt im Arrondissement Parthenay und im Kanton Autize-Égray. 

## Lage
Saint-Maixent-de-Beugné liegt etwa 35 Kilometer westsüdwestlich von Parthenay. 
Umgeben wird Saint-Maixent-de-Beugné von den Nachbargemeinden Faymoreau im Norden, Saint-Laurs im Norden und Osten, Coulonges-sur-l’Autize im Osten und Süden sowie Saint-Hilaire-des-Loges im Süden und Westen.

## Bevölkerungsentwicklung
| Jahr                       | 1962 | 1968 | 1975 | 1982 | 1990 | 1999 | 2006 | 2019 |
| Einwohner                  | 408  | 397  | 356  | 319  | 292  | 266  | 310  | 414  |
| Quellen: Cassini und INSEE |      |      |      |      |      |      |      |      |

## Sehenswürdigkeiten
- Kirche Saint-Maixent aus dem 12. Jahrhundert

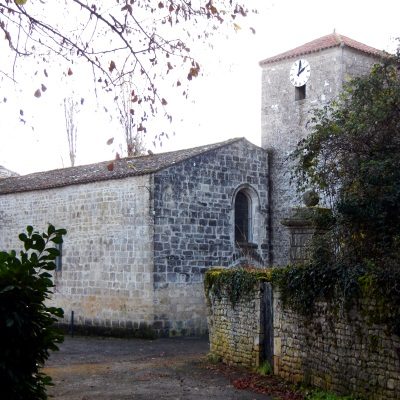
Kirche Saint-Maixent
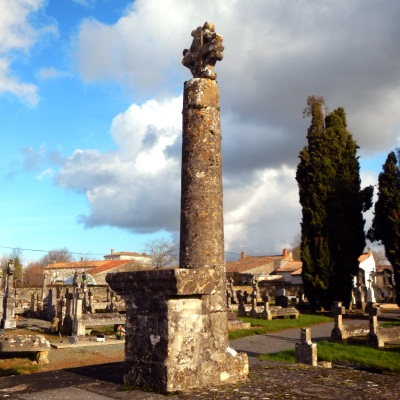
Monumentales Friedhofskreuz